# 多々良木ダム
多々良木ダム（たたらぎダム）は、兵庫県朝来市、一級河川・円山川水系多々良木川に建設されたダムである。

## 概要

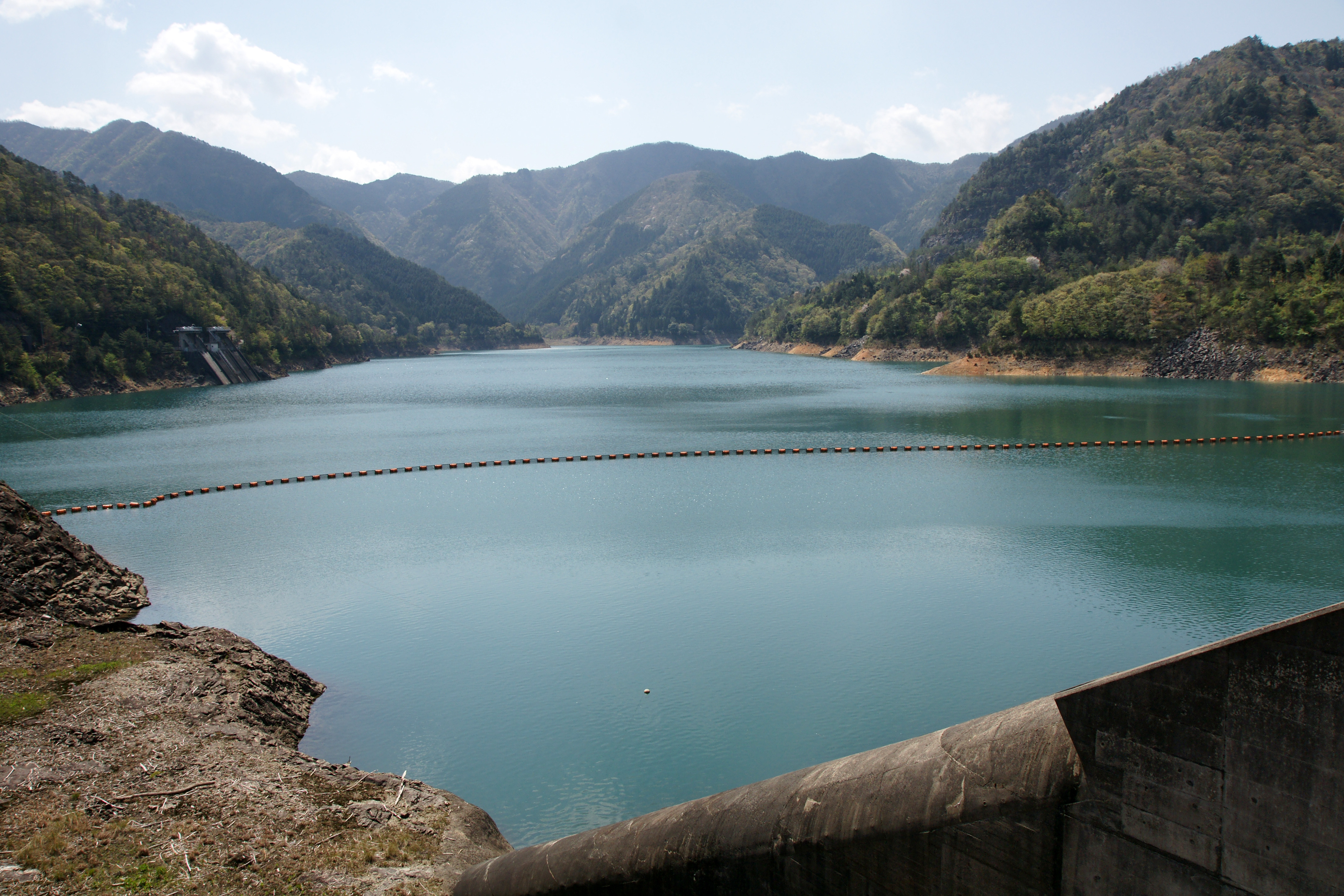
多々良木貯水池

関西電力が管理を行う発電専用ダム。高さ64.5メートルのロックフィルダムであり、ダムの上流部をアスファルトで舗装し水を遮るアスファルトフェイシングフィルダム（アスファルト表面遮水壁型ロックフィルダム）という型式である。水力発電を目的としており、上部調整池である黒川ダム（市川）との間で揚水発電を行い、最大で193万キロワットの電力を発生させる。水力発電所としては、日本最大規模である。
なお、多々良木ダムによって形成される人造湖は多々良木貯水池と呼ばれ、通称はない。

## 沿革
高度経済成長に伴い電力需要は全国的に逼迫の度合いを強めていった。関西地方においても大阪市を始めとした関西圏の大都市化と、阪神工業地帯を始めとした沿岸工業地域の急速な拡充は、水需要のみならず電力需要も増大の一途をたどっていった。関西電力は新規の発電施設を開発する必要性に迫られたが、特に昼間のピーク発電に対応できる方策が求められた。
こうした検討の中で、揚水発電がピーク時の発電にも対応できる発電方法としてにわかに注目された。当時は混合揚水式発電が全国的な主流であったが、関西電力は純揚水式発電による揚水発電所の建設を志向した。効率的に電力供給を行うべく建設地点を大阪市から200キロメートル圏内、有効落差400メートルが確保可能な地点を選定した結果、京都府にある京都大学芦生研究林内に上池を建設し、若狭湾を下池とした認可出力100万キロワットを有する揚水発電所が妥当として計画を進めた。しかし当時は環境問題がクローズアップされている時期でもあり、環境破壊につながるとして多くの反対意見が出された。このため関西電力はこの地点に発電所を建設する計画を断念し、第二候補であった現地点を建設予定地として選定。1970年（昭和45年）より建設に着手した。

## ダムの型式

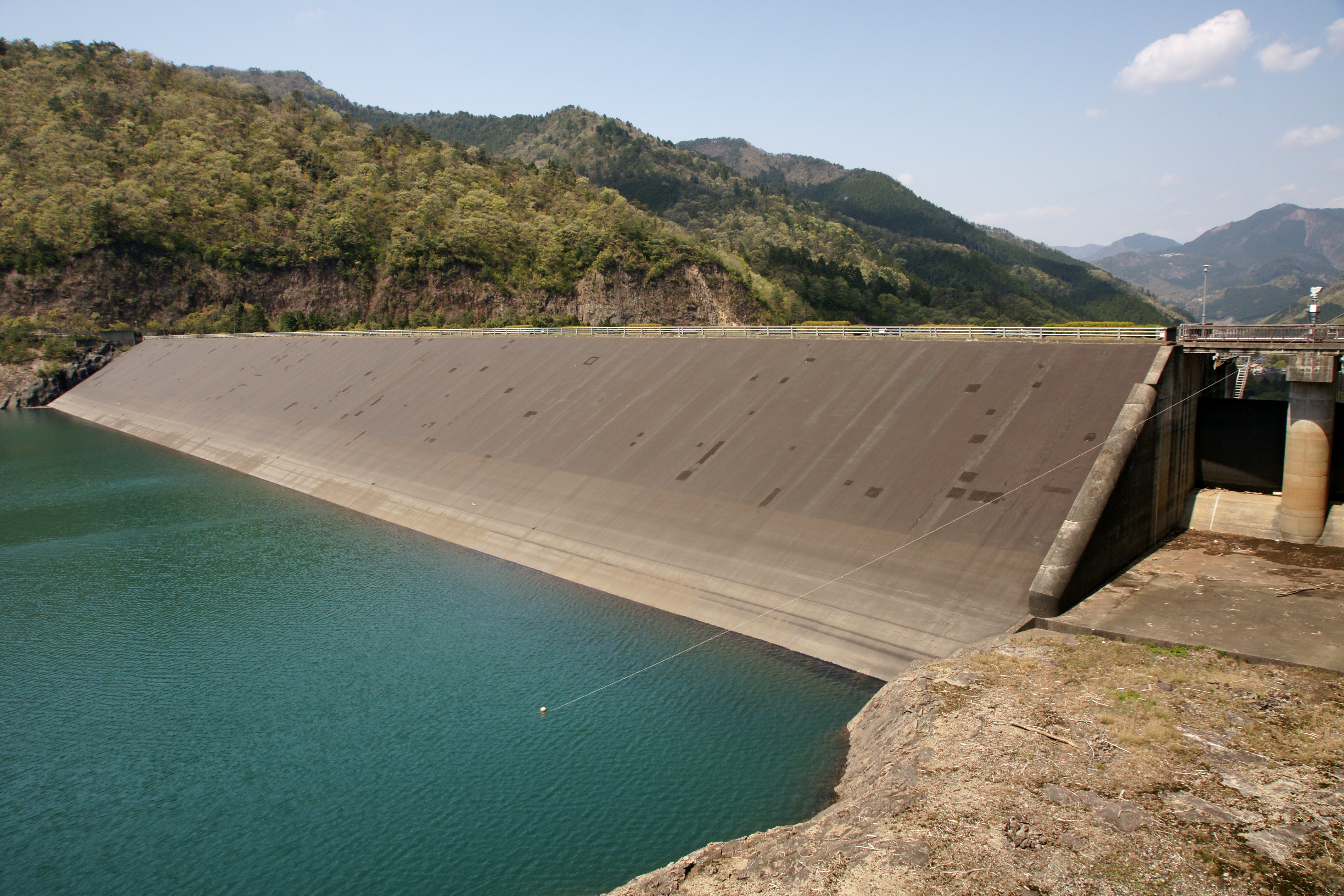
多々良木ダムのアスファルト遮水壁（アスファルトフェイシング）

多々良木ダムは高さ64.5メートル。円山川水系に建設された数少ないダムの1つで、他に支流に二基を数えるのみであり円山川本川にはダムが建設されていない。ダムの型式はロックフィルダムであるが、上流面をアスファルトにて重層に舗装し遮水壁として貯水を遮るアスファルトフェイシングフィルダムという型式である。日本においては1968年（昭和43年）福島県に電源開発が建設した大津岐ダム（大津岐川）が最初であるが、多々良木ダムは西日本で初めて建設されたアスファルトフェイシングフィルダムである。この型式はその大半が電力会社管理ダムで占められている。

## 奥多々良木発電所
発電所である奥多々良木発電所（おくたたらぎはつでんしょ）は、関西電力としては喜撰山発電所（淀川）に続く大規模な揚水発電所である。これは播磨灘に注ぐ市川本川最上流部に上池である黒川ダム（ロックフィルダム・98.0メートル）を、日本海に注ぐ円山川水系多々良木川に下池として多々良木ダムを建設。有効落差387.5メートルを利用して認可出力1,200,000キロワットを発電するというものである。分水嶺をまたいでの河川利用も全国初であった。1970年より建設を開始したが（発電所の着工は1971年（昭和46年）4月12日、起工式は1972年〔昭和47年〕6月7日）、環境へ最大限の配慮を行わなければならなかった時勢だった事及び地質が極めて堅固な流紋岩であった事もあって発電施設の一切を地下100メートルの地点に建設している。発電所及びダムは1974年（昭和49年）に完成しているが、三号機完成時点で日本一（世界でも第4位）の出力を誇る揚水式の水力発電所であった。
- 一号機 - 1974年6月1日運転開始[5]
- ニ号機 - 1974年7月26日運転開始[5]
- 三号機 - 1975年6月26日運転開始[4]
- 四号機 - 1975年4月5日運転開始[4]

五号機と六号機については後述。

### 増設工事
完成以後、関西方面に送電されているが折からのオイルショックもあって『火主水従』の風潮から水力発電が見直されたこともあり、これ以降全国的に純揚水式発電所が建設されていく。1979年（昭和54年）には東京電力が長野県に新高瀬川発電所を建設（認可出力1,280,000キロワットは当時東洋一）し、これ以後100万キロワットを超える大規模な揚水発電所が相次いで建設されていった。だがその後も電力需要はとどまることを知らず、特に夏季にはクーラーなどの冷房設備の需要が高まることから供給量限界まで電力が消費されることも多かった。このことから、さらなる電力需要確保のために電源開発計画が行われた。
関西電力は黒川ダムのある市川水系に1992年（平成4年）、大河内発電所を建設し、同年10月30日の一号機を皮切りに順次運転を開始した。自然の池である太田池を改造して太田第一ダムから太田第五ダムまでのダム群を建設して上池とし、市川水系犬見川に市川水系では最大規模の長谷ダム（重力式コンクリートダム・102.0メートル）を下池として建設し、認可出力1,280,000キロワットの大容量発電所を完成させたが、これと前後して奥多々良木発電所増設工事を開始した。既設の一号機 - 四号機に加えて五号機と六号機を増設、700,000キロワットの発電能力を増強させようとするものである。増設工事は1994年（平成6年）12月1日に着工し、1998年（平成10年）4月10日に六号機が、同年6月19日に五号機がそれぞれ完成し、認可出力が1,932,000キロワットという出力において日本最大の水力発電所となり現在に至っている。なお、増設工事に際しては、施工管理の一環としてキーブロック解析が用いられた。
奥多々良木発電所増設と大河内発電所の建設により市川水系は西日本屈指の電源地帯となったが、上池の黒川ダムは1979年4月より兵庫県企業庁による「兵庫県水道用水供給事業」の水源にもなった。姫路市を始め市川流域に上水道・工業用水の供給も行うようになり、多目的ダムとして発電のみならず播磨西部の水がめとしても重要な役割を果たしている。

## 観光

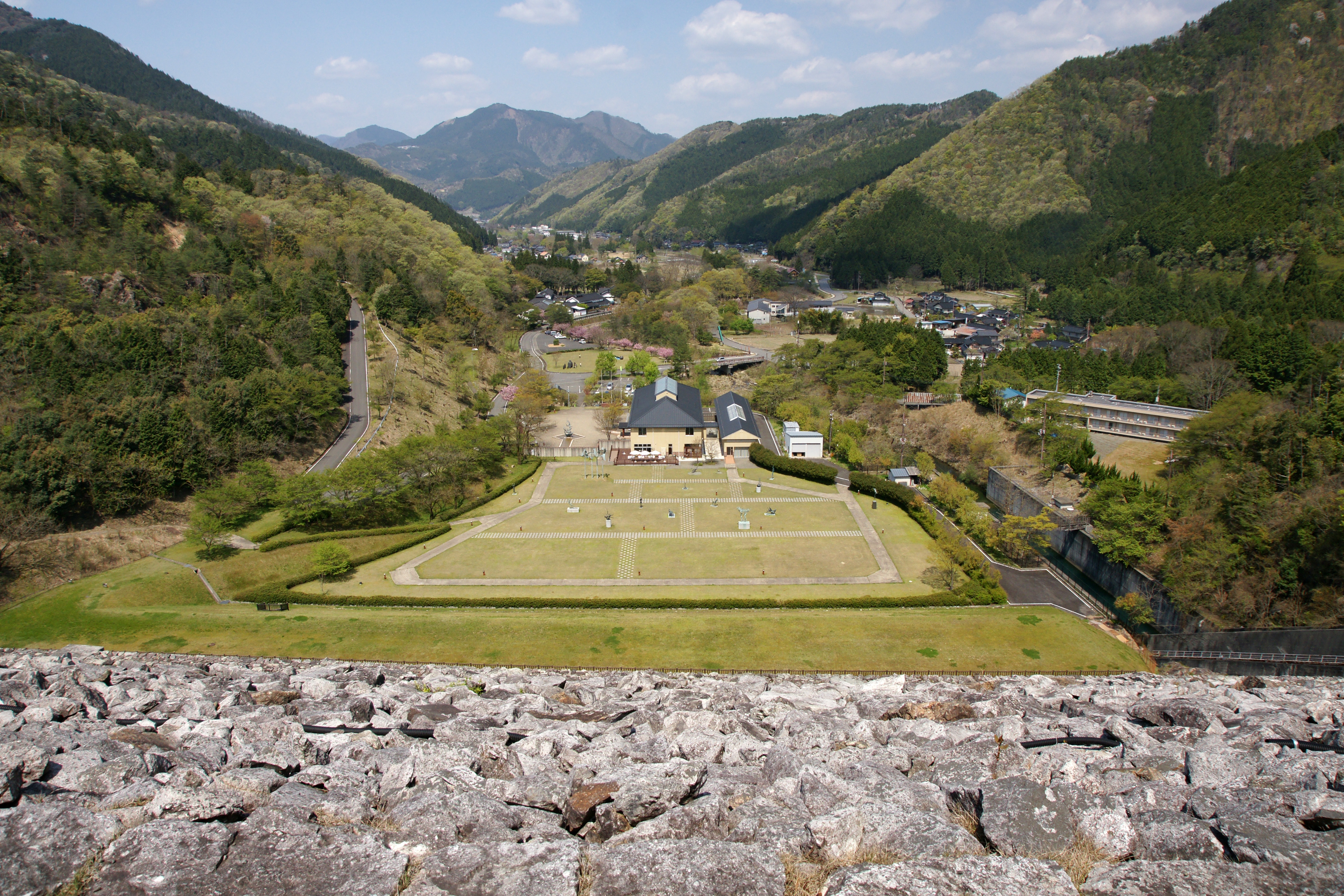
ダムから望む、あさご芸術の森

ダム下流は緑地公園あさご芸術の森として整備されており、ダム直下には其の施設あさご芸術の森美術館がある。ダム直下に美術館がある例は全国でも極めて稀である。あさご芸術の森には野外彫刻公園や朝来市朝来歴史民俗資料館もあり、文化施設が多い。多々良木川の畔には温泉をひいたホテルが2軒ある。
上流の奥多々良木発電所は一般の見学も可能であり、予約を行えば1名から見学が可能である。毎年6月の第1日曜日にはダム湖を一周するマラソン大会が行われるが、大会当日には発電所見学ツアーも催されている。国道312号および国道429号を経由する以外にも、ダム湖外周道路から分岐する市道に進むと、上部ダムの黒川ダムに行くことが出来る。途中には目の神様として有名な青倉神社がある。
ダム及びダム湖周辺は但馬地域におけるサクラの名所でもあり、『千本桜』として花見の名所である。ダム近傍には竹田城や立雲峡といったサクラの名所もあり、春には多くの観光客・花見客が押し寄せる。交通のアクセスも良く、播但連絡道路や国道312号を利用して出石や史跡生野銀山、口銀谷、生野銀山湖（生野ダム）、更には姫路城などの姫路市街へもアクセス可能である。